# Скадарски вилајет
Скадарски вилајет (тур. İşkodra Vilayeti, Vilayet-i İşkodra; алб. Vilajeti i Shkodrës) био је вилајет Османског царства од 1867. до 1913. године. Налази се на простору данашње Црне Горе и Албаније. Крајем 19. вијека вилајет је наводно захватао површину од 13.800 km2.

## Историја
Скадарски вилајет је основан 1867. године спајањем Скадарског и Дебарског санџака. Скадарски санџак је основан након османског освајања Скадра у опсади 1478—1479. године. Велиди дио Зете је припоједни Скадарском санџаку 1499. Ова територија је 1514. године извојена из Скадарског санџака и од ње основан нови независни Санџак Црне Горе, којим је владао Скендербег Црнојевић. Када је он преминуо 1528, Санџак Црне Горе је спојан са Скадарским санџаком у јединствену административну јединицу са одређеним степеном аутономије.
Скадарски санџак је 1867. године спојен са Скопском санџаком и настао је Скадарски вилајет. Вилајет су чинили Скадарски, Дебарски и Призренски санџак. Призренски санџак је 1877. године прешао у састав Косовског вилајета, а Деберски санџак у састав Битољског вилајета, док је градског подручје Драча постало Драчки санџак. Након Руско-турског рата од 1877. до 1878. Бар, Подгорица, Спуж и Жабљак су 1878. припали Црној Гори. Улцињ је 1881. такође прирао Црној Гори.
Скадарски вилајет 1912. и почетком 1913. године освалају државе припаднице Балканске лиге током Првог балканског рата. Територија Вилајета је 1914. године постала дио Кнежевине Албаније, на основу мировног уговора потписаног на Лондонској конференцији 1913. године.

## Административна подјела
Скадарски вилајет су чинили сљедећи санџаци:
- Скадарски санџак (Скадар, Љеш, Орош, Пука)
- Драчки санџак (Драч, Тирана, Кроја, Каваја)

## Демографија

### Процјена 1874.
Према процјенама руског конзула Ивана Јастребова, у Скадарском санџаку је било 80.000 мушкараца католичке, 20.000 мушкараца православне и 9.500 мушкараца исламске вјероисповјести. Већина становништва је говорила албански језик. Тврдио је да су православци, као и један број муслимана, говорили српски језик.

### Процјена 1912.
Публикација из 21. децембра 1912. године у белгијском часопису „Ons Volk Ontwaakt” процјењује да у Скадарском вилајету живи око 185.200 становника:
- Албанци муслимани — 80.000
- Срби муслимани — 40.000
- Срби православци — 30.000
- Албанци католици — 14.000
- Власи православци — 10.000
- Јевреји — 5.000
- Роми муслимани — 5.000
- Турци муслимани — 1.200